# Gonzalo Montiel
Gonzalo Ariel Montiel (ur. 1 stycznia 1997 w González Catán) – argentyński piłkarz hiszpańskiego pochodzenia występujący na pozycji prawego obrońcy w argentyńskim klubie CA River Plate oraz w reprezentacji Argentyny. Wychowanek River Plate.

## Statystyki

### Klubowe
(aktualne na dzień 4 czerwca 2023)
| Klub               | Sezon              | Liga               | Liga  | Liga   | Puchar Kraju | Puchar Kraju | Kontynentalne | Kontynentalne | Inne  | Inne   | Suma  | Suma   |
| Klub               | Sezon              | Liga               | Mecze | Bramki | Mecze        | Bramki       | Mecze         | Bramki        | Mecze | Bramki | Mecze | Bramki |
| ------------------ | ------------------ | ------------------ | ----- | ------ | ------------ | ------------ | ------------- | ------------- | ----- | ------ | ----- | ------ |
| River Plate        | 2016               | Primera División   | 1     | 0      | 0            | 0            | 0             | 0             | 0     | 0      | 1     | 0      |
| River Plate        | 2016/2017          | Primera División   | 4     | 0      | 5            | 0            | 3             | 1             | –     | –      | 12    | 1      |
| River Plate        | 2017/2018          | Primera División   | 15    | 0      | 6            | 0            | 6             | 0             | 1     | 0      | 28    | 0      |
| River Plate        | 2018/2019          | Primera División   | 12    | 0      | 5            | 0            | 13            | 0             | 3     | 0      | 33    | 0      |
| River Plate        | 2019/2020          | Primera División   | 19    | 0      | 0            | 0            | 8             | 0             | –     | –      | 27    | 0      |
| River Plate        | 2020/2021          | Primera División   | 9     | 0      | 1            | 0            | 10            | 1             | –     | –      | 20    | 1      |
| River Plate        | 2021               | Primera División   | 12    | 3      | 1            | 0            | 5             | 1             | –     | –      | 18    | 4      |
| River Plate        | Ogólnie            | Ogólnie            | 72    | 3      | 18           | 0            | 45            | 3             | 4     | 0      | 139   | 6      |
| Sevilla            | 2021/2022          | Primera Division   | 18    | 1      | 4            | 0            | 6             | 0             | –     | –      | 28    | 1      |
| Sevilla            | 2022/2023          | Primera Division   | 28    | 0      | 4            | 0            | 11            | 1             | –     | –      | 43    | 1      |
| Sevilla            | Ogólnie            | Ogólnie            | 46    | 1      | 8            | 0            | 17            | 1             | 0     | 0      | 71    | 2      |
| Ogólnie w karierze | Ogólnie w karierze | Ogólnie w karierze | 118   | 4      | 26           | 0            | 62            | 4             | 4     | 0      | 210   | 8      |

### Reprezentacyjne
(aktualne na dzień 3 lipca 2024)
| Reprezentacja | Rok     | Mecze | Bramki |
| ------------- | ------- | ----- | ------ |
| Argentyna     | 2019    | 4     | 0      |
| Argentyna     | 2020    | 4     | 0      |
| Argentyna     | 2021    | 5     | 0      |
| Argentyna     | 2022    | 9     | 0      |
| Argentyna     | 2023    | 2     | 1      |
| Argentyna     | 2024    | 5     | 0      |
| Ogólnie       | Ogólnie | 29    | 1      |